# Andreas Raudsepp
Andreas Raudsepp (Rakvere, 13 dicembre 1993) è un calciatore estone, centrocampista del Levadia Tallinn e della Nazionale U-21 estone.

## Caratteristiche tecniche
Interno di centrocampo, può giocare come mediano o come esterno destro.

## Palmarès

### Club

#### Competizioni nazionali
- Coppa d'Estonia: 1

Levadia Tallinn: 2011-2012
- Campionato estone: 1

Levadia Tallinn: 2013
- Supercoppa d'Estonia: 1

Levadia Tallinn: 2018